# Parafia Ewangelicko-Metodystyczna w Olsztynku
Parafia Ewangelicko-Metodystyczna w Olsztynku – parafia metodystyczna działająca w Olsztynku od 1951 roku, należąca do okręgu mazurskiego Kościoła Ewangelicko-Metodystycznego w RP. 
Nabożeństwa odprawiane są w niedziele o godzinie 13:00 w lokalnej kaplicy ewangelicko-augsburskiej.